# 海斯 (北卡羅萊納州)
海斯（英語：Haywood）是位於美國北卡羅萊納州威爾克斯縣的普查規定居民點。

## 人口
根據2020年美國人口普查的數據，海斯的面積為15.95平方千米，皆為陸地。當地共有人口1595人，而人口密度為每平方千米100人。